# Benedetto Vigna
Benedetto Vigna (Potenza, 10 aprile 1969) è un fisico e dirigente d'azienda italiano, dal 1º settembre 2021 amministratore delegato della Ferrari.

## Biografia
Figlio di Vincenzo ed Emma, insegnanti, cresce a Pietrapertosa, dove frequenta la scuola elementare, proseguendo a Potenza la scuola media e il liceo scientifico Galileo Galilei.
Laureatosi con lode in fisica subnucleare presso l'Università di Pisa nel 1993, matura le sue prime esperienze al CERN di Ginevra, al sincrotone di Grenoble e al Max Planck Institut di Monaco di Baviera. Nel 1995 inizia a lavorare per la STMicroelectronics, apprendendo, nel frattempo, gli studi tecnologici presso l'università di Berkeley, in California. Vigna forma un gruppo di ricercatori lanciando l’impegno della società nei sistemi microelettromeccanici.
Con il suo team crea l'accelerometro a tre assi, un sensore di movimento tridimensionale che è stato inizialmente applicato agli airbag delle automobili. Dopo averne ridotto dimensioni e costi, il sensore, ribattezzato "Monviso", è stato utilizzato nei comandi senza filo della console Nintendo Wii, contribuendo a rivoluzionare i controlli nel mondo dei videogiochi. In seguito, viene adottato dalla Apple per la rotazione dello schermo dell'iPhone. Per questa invenzione Vigna è stato inserito nella rosa dei dodici candidati al premio "Inventore europeo 2010" promosso dall'Organizzazione europea dei brevetti. Nella sua carriera ha registrato più di duecento brevetti.
Il 9 giugno 2021 viene annunciato come successivo amministratore delegato della Ferrari, carica diventata effettiva il 1º settembre 2021, sostituendo Louis Camilleri. Nell'ottobre dello stesso anno, Forbes Italia lo inserisce nella lista dei migliori 100 dirigenti italiani.

## Vita privata
Vive a Ginevra, con la moglie e la figlia.